# Ludia madagascariensis
Ludia madagascariensis är en videväxtart som beskrevs av Dominique Clos. Ludia madagascariensis ingår i släktet Ludia och familjen videväxter. Inga underarter finns listade i Catalogue of Life.